# Alexandra Ledermann
Alexandra Ledermann (Évreux, 14 de maio de 1969) é uma ginete francesa, especialista em saltos, campeão europeia. 

## Carreira
Alexandra Ledermann representou seu país nos Jogos Olímpicos de 1996 e 2000, na qual conquistou a medalha de bronze no salto individual em 1996.
Ela possui uma série de jogos eletrônicos de simulação de equitação conhecido como: Série Alexandra Ledermann.